# 最佳福星
《最佳福星》，1986年香港電影，曾志偉執導，黃炳耀編劇，洪金寶、譚詠麟、劉德華、麥嘉、鄭則士、陳友、樓南光、童鈴及張艾嘉主演。本片是“福星”系列第四部电影，竞争对手新藝城《最佳拍檔》系列电影的角色倒戈加入「福星」系列，且票房擊敗了新藝城的同期作品，曾志偉、洪金寶和麥嘉因此片賺了大錢；但曾志偉因此開罪了嘉禾和新藝城，新藝城同麥嘉的關係亦因此出現了變化，也埋下了新藝城解散的伏筆。

## 劇情簡介
由洪金寶的「福星」系列與麥嘉的「最佳拍檔」系列合併而成的電影，今次除原班人馬外，還新加入了譚詠麟和鄭則士，組成了新的五福星，他們遠赴日本從黑道手中偷取钻石，再與利比亞的恐怖份子進行交易。但任務未成就被困於保險庫內，更甚的是洪被送入了精神病院，而唯一能救他離間精神病院的方法竟是…

## 演員
| 演員     | 角色              | 粵語配音 |
| 洪金寶   | 鷓鴣菜 / 伍家廉   | 林保全   |
| 劉德華   | 藍保              | 馮永和   |
| 譚詠麟   | 狗王倫 台：犬王炳 | 朱子聰   |
| 鄭則士   | 肥豹 台：胖子     |          |
| 陳友     | 高佬 台：張英武   |          |
| 樓南光   | 力保健 台：胖維他 |          |
| 童玲     | 一品香            | 沈小蘭   |
| 麥嘉     | 光頭神探 / 區瑞強 | 金貴     |
| 張艾嘉   | 蚊滋              | 龍寶鈿   |
| 曹達華   | 曹警司 / 華叔     | 盧雄     |
| 王青     | 王幫辦            | 楊捷康   |
| 田俊     | 隊長              |          |
| 夏萍     | 女工阿萍          | 盧素娟   |
| 苗僑偉   | 花塔餅            |          |
| 曾志偉   | 羅漢果            |          |
| 馮淬帆   | 犀牛皮            |          |
| 吳耀漢   | 大生地            |          |
| 徐少強   | 大俠沈勝衣        |          |
| 王晶     | 王小鳳丈夫        |          |
| 王小鳳   | 王晶妻子          |          |
| 聶安達   | 列根              | 金貴     |
| 松井哲也 | 哲木幸男          | 陳永信   |

## 電影歌曲

### 主題曲
| 歌名         | 演唱者 | 作曲   | 填詞   |
| 〈最佳福星〉 | 谭詠麟 | 林敏怡 | 林敏骢 |

## 獎項
| 頒獎典禮            | 獎項         | 名單   | 結果 |
| ------------------- | ------------ | ------ | ---- |
| 第6屆香港電影金像獎 | 最佳動作指導 | 洪家班 | 提名 |

## 外部連結
- 開眼電影網上《最佳福星》的資料（繁體中文）
- 香港影庫上《最佳福星》的資料（繁體中文）
- 豆瓣电影上《最佳福星》的資料 （简体中文）
- 时光网上《最佳福星》的資料（简体中文）
- AllMovie上《最佳福星》的资料（英文）
- 互联网电影数据库（IMDb）上《最佳福星》的资料（英文）